# Niedrzwica
Niedrzwica (deutsch Niederwitz) ist ein Dorf in der polnischen Woiwodschaft Ermland-Masuren, das zur Stadt- und Landgemeinde Gołdap (Goldap) im Kreis Gołdap gehört.

## Geographische Lage
Niedrzwica liegt im Nordosten der Woiwodschaft Ermland-Masuren unmittelbar an der polnisch-russischen Staatsgrenze (EU-Außengrenze). Die Kreisstadt Gołdap (Goldap) ist nur vier Kilometer entfernt.

## Geschichte
Meschkruppen ist der erste und um 1584 verbürgte Name des Dorfes, das später als „Gut Niederwitz“ von sich reden machte. Bis 1945 war es der Stadtgemeinde Goldap zugehörig und mit deren Geschichte aufs Engste verbunden. Sie war Teil des Kreises Goldap im Regierungsbezirk Gumbinnen der preußischen Provinz Ostpreußen.
In Kriegsfolge kam Niederwitz 1945 mit dem südlichen Ostpreußen zu Polen und erhielt die polnische Bezeichnung „Niedrzwica“. Der Ort ist wieder eigenständig, gehört allerdings zum Verbund der Stadt- und Landgemeinde Gołdap im Powiat Gołdapski – bis 1998 der Woiwodschaft Suwałki, seither der Woiwodschaft Ermland-Masuren zugehörig.

## Religionen
Sowohl evangelischerseits als auch katholischerseits gehörte die Bevölkerung vor 1945 zu den entsprechenden Pfarreien in Goldap. Das hat sich seit 1945 nicht geändert.

## Verkehr
Niedrzwica liegt sehr abseits vom Verkehrsgeschehen. Das Dorf ist nur über eine unwegsame Nebenstraße von Gołdap aus zu erreichen. Diese führte vor 1945 bis zum heute auf russischer Seite gelegenen und nicht mehr existenten Dorf Groß Dumbeln (1938 bis 1946 Erlensee, russisch: Maloje Ischewskoje).
Bis 1945 bestand über die dortige Bahnstation Anschluss an die Bahnstrecke Lyck–Insterburg (Ełk–Tschernjachowsk), die in Kriegsfolge im nördlichen Bereich jedoch nicht wieder in Betrieb genommen und deren Nutzung 1993 auch im südlichen Bereich eingestellt wurde.